# 유라시아대륙검은지빠귀

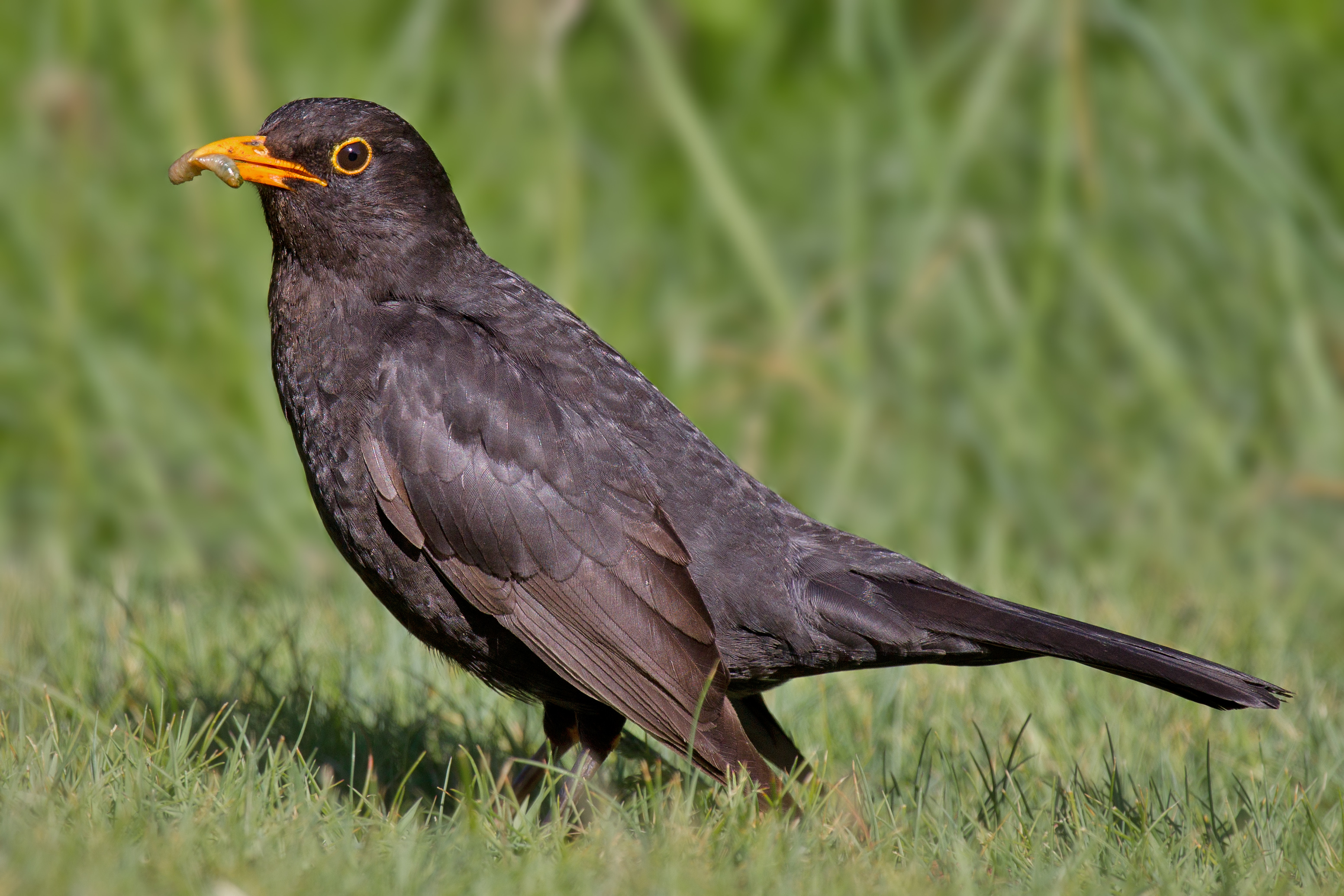
수컷

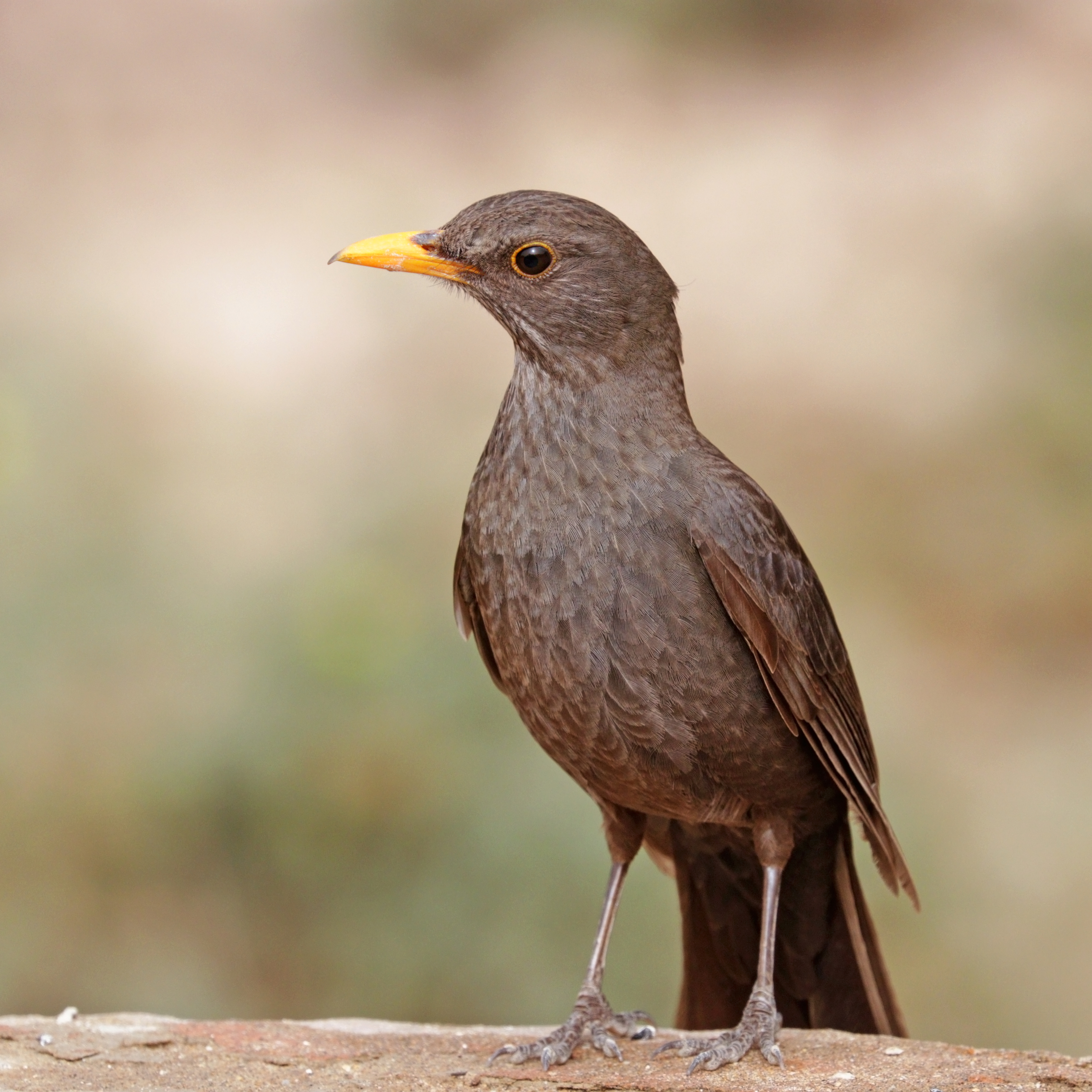
암컷

유라시아대륙검은지빠귀 혹은 커먼 블랙버드(Common blackbird, Turdus merula)는 지빠귀속의 종이다. 다른 종류의 대륙검은지빠귀, 특히 북미에서 관련 없는 찌르레기사촌류와 구별하기 위해 유라시안 블랙버드(Eurasian blackbird) 라고도 불린다. 유럽, 서아시아, 북아프리카에서 번식하고 호주와 뉴질랜드에 유입되었다. 넓은 범위에 걸쳐 많은 아종이 있다. 이전 아시아 아종 중 일부는 이제 별도의 종으로 널리 취급된다. 위도에 따라 검은지빠귀는 텃새가 되거나 부분적으로 이동하거나 완전히 이동할 수 있다.
대부분의 유럽 전역에서 발견되는 특정 아종(Turdus merula merula)의 성체 수컷은 노란색 눈테와 부리를 제외하고 모두 검은색이며 풍부하고 선율적인 노래를 부른다. 성체 암컷과 성숙한 새는 주로 짙은 갈색 깃털을 가지고 있다. 이 종은 숲과 정원에서 번식하며, 진흙으로 묶어 깔끔한 컵 모양의 둥지를 만든다. 잡식성으로 다양한 곤충, 지렁이, 열매, 과일 등을 먹는다.
암수 모두 번식지에서는 영역을 차지하며 뚜렷한 위협을 나타내지만, 이동 및 월동 지역에서는 더 사교적이다. 쌍은 기후가 충분히 온화한 지역에서 일년 내내 머문다. 이 흔하고 눈에 띄는 종은 종종 노래와 관련된 수많은 문학적, 문화적 언급을 불러일으켰다.

### 종 정보
- Madeira Birdwatching – Information on subspecies cabrerae
- RSPB – Blackbird, including video and sound clips

### 소리 및 동영상
- Blackbird의 오디오 녹음 - Xeno-canto.
- Blackbird videos, photos & sounds on the Internet Bird Collection